# Hertugdømmet Geldern
Geldern (nederlandsk: Gelre, tysk: Geldern), var et hertugdømme i det Tysk-romerske rige, som fik navn efter byen Geldern, der nu er en del af Tyskland, mens størstedelen af dets territorium i dag er omfattet af de moderne nederlandske provinser Gelderland og Limburg. Den resterende områderne indgår i dag i den tyske delstat Nordrhein-Westfalen.

## Historie
Hertugdømmet blev inddelt i fire kvartiler:
- Arnhem, el. Veluwe,
- Nijmegen, el. Betuwe,
- Zutphen, el. Achterhoek
- Roermond (nu den nordlige del af provinsen Limburg, også kaldt det øvre kvartil af Geldern (Overkwartier).

Geldern befandt sig ofte i krig med grevskabet Holland og bispedømmet Utrecht. Denne ustabile situation fortsatte helt frem til at hertugen Karl 1. af Burgund indlemmede hele området under sit eget herredømme i 1473. Siden blev kontrollen over Geldern overtaget af Habsburgerne gennem Marie af Burgunds ægteskab i 1477 med ærkehertug Maximilian af Østrig og blev som del af den habsburgske arv underlagt den spanske konge.
Da de nordlige nederlandske provinser erklærede sig selvstændige fra spansk herredømme i 16. århundrede, blev de tre nordlige kvartiler en del af de nye Forenede Nederlande, mens den øvre kvartil forblev en del af de spanske Nederlande. Ved freden i Utrecht i 1713, der afsluttede den Spanske Arvefølgekrig, blev den øvre kvartil igen delt mellem Preussen, Forenede Nederlande og Østrig.

## Gelderns våbenskjold
Regionens våbenskjold skiftede udseende flere gange I løbet af sin eksistens.
- før 1236
- fra 1236 til 1276
- fra 1276 til 1379
- efter 1379